# Barry Kopetz
Barry Edward Kopetz (Morristown, 19 november 1951) is een Amerikaanse componist, muziekpedagoog, dirigent en eufoniumspeler.

## Levensloop
Kopetz studeerde aan de Ohio State University in Columbus bij onder anderen Donald McGinnis (compositie en orkestdirectie) en bij Paul Droste (eufonium) en behaalde aldaar zowel zijn Bachelor of Music als zijn Master of Music in 1975 met de proefschrift The Art of Drum Majoring. Zijn studies voltooide hij aan de School of Music van de Indiana University in Bloomington bij Frederick Ebbs en Ray Cramer en promoveerde in 1980 tot Ph.D. (Philosophiæ Doctor) met de Thesis The Effect of Selected Characteristics of First-Time Applicants for Instrumental Music Positions on Teacher Employment Decisions. Verder studeerde hij nog in 1989 HaFa-directie bij Frederick Fennell in Tokio.
Hij doceerde aan openbare scholen in de Amerikaanse staten South Carolina en Ohio en vervolgens rond vier jaar aan de Bowling Green State University in Bowling Green. Daarna was hij vanaf 1986 voor 5 jaar docent en dirigent van de harmonieorkesten aan de Universiteit van Minnesota in Minneapolis en vervolgens voor 10 jaar docent aan de Universiteit van Utah in Salt Lake City. In 1992 richtte hij daar de Salt Lake Symphonic Winds op. In 2001 werd hij docent aan de Capital University in Columbus. Verder is hij dirigent van de harmonieorkesten en van het orkest aan het Capital Opera Theatre.
Als componist publiceerde hij meer dan 80 werken. Hij schreef werken voor orkest, harmonieorkest, vocale muziek en kamermuziek. Verder is hij auteur van diverse artikelen in muziekvakbladen zoals The Instrumentalist Magazine. Kopetz is lid van de National Band Association (NBA), de College Band Directors National Association (CBDNA), de Music Educators National Conference (MENC) als de American Bandmasters Association (ABA). 

## Composities

### Werken voor harmonieorkest
- 1988: - Spartanburg Overture
- 1989: - A Jubilant Tribute
- 1989: - Afton River Fantasy
- 1989: - American Folk Suite
  1. The Young Man That Wouldn’t Hoe Corn
  2. Sweet Nelly
  3. The Little Old Sod Shanty
- 1989: - Greenland March
- 1989: - La Casa de España
- 1989: - The Duke of Bedford
- 1990: - A Scottish Folk Rhapsody
- 1990: - Around the World at Christmas Time
- 1990: - Elegy for a Rose
- 1990: - Northridge Overture
- 1990: - Variations on "Lobe den Herrn"
- 1991: - Fantasy on a theme by Samuel Barber
- 1991: - Malaga
- 1991: - Under The Big Top
- 1992: - Knightsbridge Chronicles[2]
- 1992: - McMorran Suite
- 1992: - Sleigh Bells And Reindeer
- 1995: - Downing Street March
- 1996: - Warm-up nr. 1
- 1997: - Flourishes & Variants[3]
- 1998: - Dorian Landscape
- 1999: - Fantasy On Psalm 100
- 2000: - The Raven - after the poem by Edgar Allan Poe
- 2000: - Third Suite "American Sketches"
  1. Shanty Boys, Ships and Rich Old Farmers
  2. Teedle Dinktum Dinktum Day!
  3. The Pinery Boy
  4. The Jam on Gerry's Rock
- 2004: - Fanfare & Aria
- 2004: - Tecumseh
- 2004: - The Peaks of Solitude
- 2007: - Napoleon at Waterloo
- 2007: - Of Pomp and Ceremony
- 2007: - Olympus[4]
- 2008: - Lizards!
- 2008: - Snapshots!
- 2008: - The Tarantula
- 2008: - Volcanic Fire : Firestorm of the Volcano
- 2010: - Dedication and Festival
- 2010: - Corridors of Castle Doria
- 2010: - The Siege of Rhodes
- 2011: - Greek Folk Song Suite[5]
- Asian Sunrise[6]
- Ceremony and Lyric Song
- Chase through Albemarle!
- Cottonwood Canyon Rhapsody
- Dance at the Lake of Miramoor
- Fantasy on an Australian Song
- Flat Out And Wide Open
- For The Glory Of The Flag
- From the Cedars to the Mountains
- Games!
- Heroes and Legends, voor koperkwintet en harmonieorkest
- Hillandale March
- In Brotherhood Abiding
- In Darkest Night
- In Old Melbourne Town
- Lincoln at Gettysburg
- March And Ecossaise
- March of the Ladybugs
- Memories Of Kirby
- More Games!
- Muskingum Portrait
- Ryebuck Shearer
- Scenes from Grand Lake
- Symphony Of The Hills
- The Drummer Boy Of Shiloh
- The Escape Of The Shadow Men
- The Whipsaw March
- Two Songs Of Morning
- ... when full moon's light